# لیچک، سیونیک
لیچک (به ارمنی: Լիճք) یک سکونتگاه مسکونی در ارمنستان است که در استان سیونیک واقع شده‌است.  در  کیلومتری جنوب کاپان، مرکز استان سیونیک واقع شده است.

## خصوصیات
لیچک ۳۴٫۹۲ کیلومترمربع مساحت و ۱۶۱ نفر جمعیت دارد و در ارتفاع  متر بالاتر از سطح دریا قرار گرفته است.